# 白眉可汗
白眉可汗（？—745年），名阿史那鶻隴匐，最后一任後突厥可汗。
他是判阙特勤的儿子，烏蘇米施可汗之弟，原为白眉特勤。744年八月，烏蘇米施可汗被铁勒拔悉密部所杀，鶻隴匐被族人奉为可汗。白眉可汗即位后，唐玄宗派朔方節度使王忠嗣出兵进攻突厥。突厥大乱，左厢阿波达干等十一部为唐朝所破。745年正月，突厥右厢被回紇击败，回紇懷仁可汗擊突厥白眉可汗，殺之，三月，献于唐朝长安。后突厥灭亡，阿史那家族完全丧失了草原的统治。